# Cementerio hebreo de Madrid
El Cementerio hebreo de Madrid, se encuentra en la avenida de Daroca, antigua carretera de Vicálvaro, junto al Cementerio civil.

## Historia
Se construyó y puso en servicio durante el reinado de Alfonso XIII, en 1922. Su extensión abarca una hectárea y está compuesto de una sola calle, colocadas las tumbas y lápidas a ambos lados. El adorno común y repetido en casi todas ellas lo constituyen la estrella de David y la menorá. Desde 1992, el Estado y la Federación de Comunidades Judías de España, de conformidad con los principios constitucionales de libertad religiosa, fijaron los cementerios judíos como lugares de culto.